# Turek we Włoszech
Turek we Włoszech (wł.: Il turco in Italia) – opera buffa w dwóch aktach. Libretto napisał Felice Romani, a muzykę skomponował w 1814 roku Gioacchino Rossini.

## Powstanie opery
Pod wpływem sukcesów Tankreda, a potem Włoszki w Algierze mediolańska La Scala powierzyła Rossiniemu napisanie dwóch nowych oper. W tym celu kompozytor opuścił Wenecję i udał się do Mediolanu. Pierwszym z zamówionych dzieł była opera seria Aurelian w Palmirze do libretta sławnego potem, a wówczas debiutującego Felice Romaniego. Dzieło wystawiono 26 grudnia 1813 roku. Wkrótce potem Rossini zabrał się do pracy nad drugą z zamówionych oper. Jeszcze w tym samym roku Romani dostarczył kolejne libretto, adaptując stary tekst, który Caterino Mazolà w 1788 roku napisał dla Franza Seydelmanna. Operę wystawiono w Dreźnie, a potem w Wiedniu. W 1794 roku tekst wykorzystał Franz Süssmayr. Jego operę pod tytułem Il musulmano a Napoli wystawiono w Pradze. Opracowując tekst Romani dodał zaczerpnięty z Włoszki w Algierze motyw przybycia i odbicia statku, stanowiący ramę dla utworu. Rozbudował również wprowadzoną jeszcze przez Mazolę postać Poety, któremu nadał imię Prosdocima. Pracując nad partyturą Rossini opracowanie części utworu powierzył anonimowemu współpracownikowi. Spod jego ręki wyszły wszystkie recytatywy, cavatina Geronia, aria Albazara i finał II aktu.
Premiera miała miejsce 14 sierpnia 1814 i mimo świetnej obsady, z basem Filippem Gallim w roli tytułowej, została przyjęta bardzo chłodno. Wiele osób opuściło teatr już po I akcie. Mediolańczycy stale rywalizujący z Wenecjanami o pierwszeństwo kulturalne w północnych Włoszech uznali Turka za imitację Włoszki w Algierze, wystawionej wcześniej z powodzeniem w Wenecji. Opera miała zaledwie 12 przedstawień. Nie przeszkodziło jej to w następnym roku odnieść sukcesu w Rzymie. W 1816 roku została z powodzeniem wystawiona w Vicenzy pod zmienionym tytułem Opiekun oszukany (Il tutore deluso), potem ze zmianami ponownie w Rzymie i w Teatrze Włoskim w Paryżu (1820). Dodatki paryskie Ferdinanda Paëra tak dalece zrosły się z partyturą, że utrudniły potem w XX wieku powrót do oryginału Rossiniego. W sumie opera utrzymywała się na scenach europejskich do lat 40. XIX wieku (w Polsce została wystawiona po raz pierwszy w Warszawie w 1824 roku). Ponownie na afisze Turek powrócił w połowie XX wieku, by w latach 70. odzyskać miejsce wśród komicznych arcydzieł Rossiniego. W Polsce wystawiły go w 1992 roku Opera Poznańska, a w 1999 – Warszawska Opera Kameralna.

## Osoby
| Rola                           | Głos        | Premiera 14 sierpnia 1814 (Pierwsza obsada) |
| ------------------------------ | ----------- | ------------------------------------------- |
| Selim                          | bas         | Filippo Galli                               |
| Fiorilla, żona Don Geronia     | sopran      | Francesca Maffei-Festa                      |
| Don Geronio, mąż Fiorilli      | bas         | Luigi Pacini                                |
| Don Narciso, kochanek Fiorilli | tenor       | Giovanni David                              |
| Prosdocimo, poeta              | bas         | Pietro Vasoli                               |
| Zaida, faworyta Selima         | mezzosopran | Adelaide Carpano                            |
| Albazar                        | tenor       | Gaetano Pozzi                               |

## Treść

### Akt I

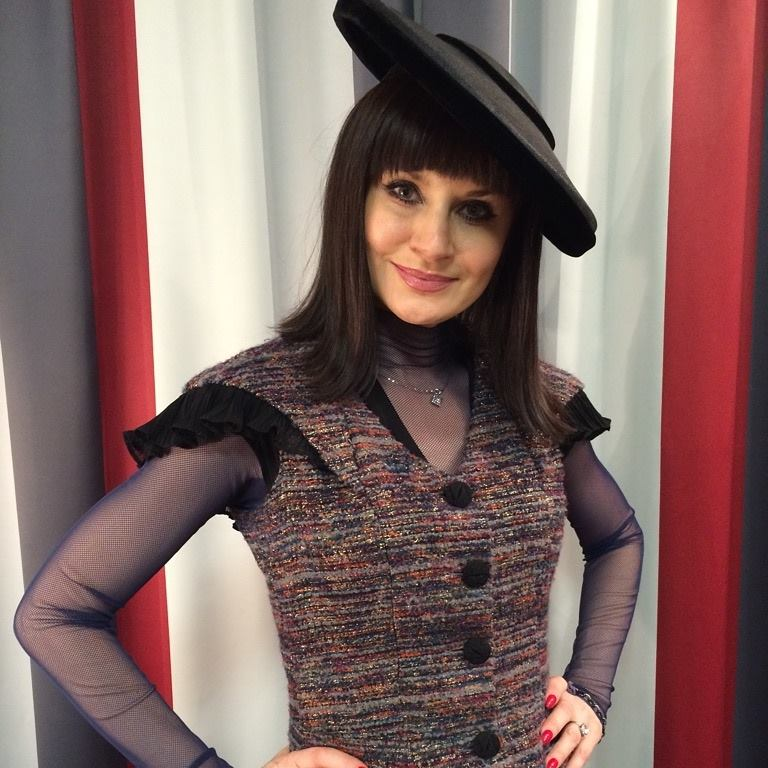
Edyta Piasecka jako Fiorilla w Turku we Włoszech wystawianym na deskach Teatru Wielkiego w Warszawie

Na neapolitańskiej plaży rozbili namioty Cyganie. Cieszą się swym losem tylko piękna Zaida opłakuje utraconego kochanka (Nostra patria). Na plaży pojawiają się kolejno Poeta, który szuka tematu do opery buffa i Don Geronio, wykorzystywany przez żonę sekutnicę (Vado in traccia). Geronio prosi Zaidę o szczęśliwą wróżbę. Ta jednak dotknąwszy czoła nieszczęsnego męża stwierdza tam istnienie dwóch charakterystycznych dla zwierzyny rogatej narośli. Zachwycony poczuciem humoru Cyganki Poeta wdaje się z nią w rozmowę. Zaida była faworytą sułtana Selima, ten jednak odtrącił ją dając wiarę fałszywym pogłoskom o jej niewierności. Skazana na śmierć ratowała się ucieczką do Włoch. Poeta obiecuje wstawić się za nią u tureckiego księcia, który przypływa studiować europejskie obyczaje.
Na plaży przechadza się Fiorilla opowiadając o nudnej miłości na całe życie (Non si dà follia maggiore). Jakoż do portu wpływa turecki statek (Voga, voga), z którego schodzi na ląd Selim (Cara Italia). Z brzegu przygląda mu się Fiorilla. Od pierwszego wejrzenia między Włoszką i tureckim księciem wybucha płomienne uczucie, spieszą więc ulżyć płomieniowi. Poeta wpada na nabrzeżu na porzuconego kochanka Fiorilli Narcisa (Un vago sembiante), oraz na męża, Geronia, który przed chwilą widział żonę uchodzącą pod ramię z jakimś Turkiem. Intryga ku radości Poety nabiera tempa, Narciso i Geronio nie chcą jednak wystąpić w komedii, wolą złoić autora (tercet: Un marito scimunito).
W alkowie, gdzie Fiorilla pije kawę z Selimem, przyłapują ją Narciso i Geronio (kwartet: Siete Turchi). Fiorilla zmusza męża, by ukorzył się przed Selimem, sama umawiając się na kolejną schadzkę. Poeta ma tym samym gotowy pierwszy akt, ale nie ma pomysłu na drugi. Na plaży spotyka Selima, który planuje porwać Fiorillę (Gran maraviglie!), zostaje jednak rozpoznany przez Zaidę. Na plażę przybywa też Fiorilla, w masce, aby ukryć się przed mężem i kochankiem (Chi servir non brama Amor). Na widok Zaidy w ramionach Selima zrywa jednak woal i urządza prawdziwie włoską scenę zazdrości.

### Akt II
Selim proponuje Geroniowi odkupienie żony. Stary mąż odmawia z oburzeniem (duet: D'un bell'uso di Turchia). Fiorilla tymczasem wyzywa Zaidę na pojedynek: niech Selim sam wybierze tę, której pragnie. Turek najchętniej wziąłby obie. Oburzona Zaida ucieka, a Fiorilla jedna się z Selimem (duet: Credete alle femine). Widząc, że intryga zamiera Poeta informuje Geronia, że Selim chce porwać Fiorillę z plaży. Geronio udaje się więc nad morze w tureckim przebraniu, a Zaida przebrana za Fiorillę. Narciso postanawia użyć tego samego podstępu (Se il mio rival deludo).
W ten sposób o umówionej godzinie spotyka się nad morzem trzech Turków i dwie Fiorille. Selim wybiera fałszywą, Narciso prawdziwą, Geronio zostaje z niczym i podnosi lament (kwintet: Oh! guardate che accidente). Poeta pociesza Geronia, że Fiorilla nie odpłynęła z Selimem, lecz uciekła z Narcisem i radzi zagrozić jej rozwodem. Selim ostatecznie jedna się z Zaidą. Fiorilli, której umknął Turek, grozi teraz jeszcze utrata małżonka. Nim jednak odpłynie do mamusi do Sorrento, przybywa Geronio i przyjmuje skruszoną małżonkę. Selim odpływa z Zaidą. Narciso musi poszukać sobie nowej kochanki, a poeta szczęśliwie ukończył libretto.

## O operze
Dramaturgia Turka przewyższa jego stronę muzyczną. Opera posiada bardzo dobry I akt: introdukcję, arię Fiorilli, tercet, w którym Geronio i Narciso dobierają się do skóry Poecie, przede wszystkim jednak znakomity duet Geronia z Fiorillą błyskotliwie charakteryzujący bohaterów farsy małżeńskiej: kapryśną kokietkę i jej męża pantoflarza, zakochanego w wykorzystującej go żonie. II akt nie tak dobry, przynosi kilka zbytecznych arii, które Rossini skreśli w rzymskim przedstawieniu, niezbyt udany finał, ale też wesoły chór turecki (Amor la danza muova) oraz parę bardzo dobrych scen zespołowych: duet Selima i Geronia, a szczególnie znakomity "zastępczy finał" – kwintet z dwiema parami Turków i Fiorilli i Geroniem wziętym w dwa ognie – przynoszący sugestywny nastrój nocy nad morzem i szalone qui pro quo. Doskonałą uwerturę Rossini wykorzysta jeszcze dwukrotnie, już wkrótce w Zygmuncie, a później w Otellu.